# Língua palaica
Palaico é uma língua extinta do tronco Indo-Europeu, presente em tabletes com escrita cuneiforme da Idade do Bronze de Hatusa, a capital dos Hititas. Seu nome em Hitita é palaumnili, ou "do povo de Pala"; Palā foi, provavelmente, um reino ao noroeste do núcleo de governo hitita, ou seja, no noroeste da Anatólia na atual Turquia. Essa região foi invadida pelo Kaskas no século XV a.C., e a língua provavelmente caiu em desuso nos dicionários desse tempo.

## Usos
Todo o uso da língua palaica abrange um período  aproximadamente entre 754 e 754 a.C.. Além disso, Emmanuel Laroche cita em seu Catálogo de Textos Hititas que passagens de outros textos em outros lugares citam que o palaico é utilizado para referenciar o deus Zaparua (conhecido pelos hititas como Ziparua), o principal deus da região de Pala. Em particular, aproximadamente em 750 a.C., um festival para Ziparwa e divindades associados inclui passagens afirmando que "A Velha Mulher fala as palavras do pão em palaico," ou, alternativamente, "as palavras da refeição", apesar de não ocorrerem citações de passagens em palaico. Os textos idioma possuem todos um cunho religioso, ritualístico e mitológico. Além de Zaparwa, os falantes do Palaumnili adoravam o deus do céu Tiyaz (conhecido no luvita como Tiwaz).

## Influências
O palaico é uma amostra típica de língua do tronco Indo-Europeu. Os hititas tinham o característico sufixo -as como usado num período próximo a 1 600 a.C. (comparado ao sufixo Proto-Indo-Europeu *-os); onde tabletes cuneiformes luvitas utilizam, ao invés disso, o sufixo adjetivo -ass. Palaico, na fronteira norte de ambos, como o Luvita Hieroglífico tardio tem tanto  -as como genitivo e -asa como sufixo adjetivo. O idioma também mostra a mesma distinção de gênero, como visto no Hitita, por exemplo, seres animados e inanimados; e tem formas pronominais similares. Portanto o Palaico é pensado como pertencente às Línguas da Anatólia, embora o fato de pertencer como uma língua irmã para o Hitita Antigo ou para o Luvita Cuneiforme seja desconhecido.